# Quận Sierra, New Mexico
Quận Sierra là một quận thuộc tiểu bang New Mexico, Hoa Kỳ. Quận này có diện tích km², dân số theo điều tra năm 2000 của Cục điều tra dân số Hoa Kỳ là 13.270 người 2. Quận lỵ đóng tại thành phố Truth or Consequences.6.

## Địa lý
Theo Cục điều tra dân số Hoa Kỳ, quận có diện tích 10.972 km2, trong đó có 45 km2 là diện tích mặt nước.